# عالم حيواني

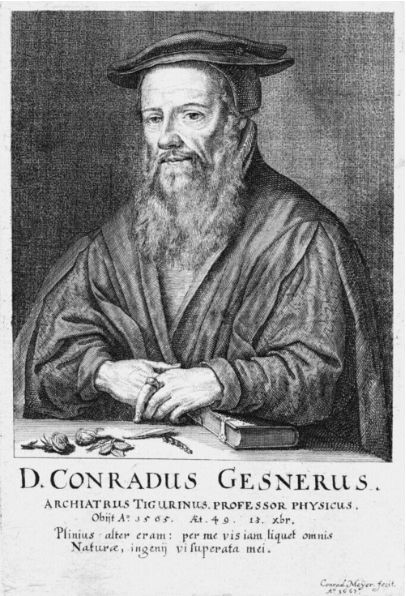
كونراد غيسنر (1516 - 1565) أبو علم الحيوان الحديث

عالم الحيوان هو خبير يدرس الحيوانات علمياً. فهو يقوم بدراسة الأنواع في البرية أو في الأسر. يدرس عُلماء الحيوان جميع الجوانب المتعلقة بالحيوانات، من خلاياهم وعلم الأحياء الخلوي، والتشريح وعلم وظائف الأعضاء، وأنواعهم وعلم التصنيف الحيوي، وعلم الأحياء القديمة، وسلوكهم وعلم سلوك الحيوان (الإيثولوجيا)، وخصائصهم الفيزيائية، والوجبات الغذائية وعلم الغذاء، والأمراض والطب البيطري، وآثارهم وعلم آثار الحيوان، والتوزيع الجغرافي الحيواني، والتفاعلات مع النظم البيئية والبشر.
و لربما العلماء ذوي المعرفة الأكبر هم علماء الأحياء بمن فيهم علماء الحيوان، فهناك قدر هائل من المعلومات التي عليهم القيام بجمعها وذلك عائد إلى خاصية التنظيم والتعقيد التي تتصف بها الكائنات الحية.
و على الرغم من أن الإنسان له خلية حيوانية وأن علم الأحياء منقسم إلى قسمين فقط النباتي والحيواني الذي يضم الإنسان إلا أن عالم الحيوانات لا يعرف على أنه شخص يدرس الإنسان فمن ناحية تعريفية الإنسان حيوان ناطق ولكن في العلوم الحيوية لا يرتبط هذا الكائن ببقية الحيوانات بقدر ما ترتبط هي ببعضها فمثلا الطب البيطري يهتم بمجموعة من الحيوانات أما الإنسان له طب بشري خاص به.

## المطلوب للوصول لمرحلة عالم حيوان
كما هو الحال في جميع العلوم يبدأ الأمر بالملاحظة في الطبيعة والتساؤل و محاولة الاستكشاف ثم التعمق تدريجيا وفهم ما هو ادق وأكثر تعقيدا لذا اوائل من اهتموا بالأمر وقاموا بالتجارب واتو بالملاحظات يسمون علماء، أما الآن فعالم الحيوان لا يمكن أن يكون شخصا لديه أقل من درجة جامعية في علم متعلق بهذا المجال، وقد يحتاج الشخص إلى درجة الماجستير على الأقل لكي يصبح عالما مؤثرا وقادرا على اكتشاف معلومة جديدة.

## التصنيف كثيرا ما يتجدد
بالرغم من صعوبته الشديدة والوقت الطويل الذي قد يستغرقه إلا أن التصنيف يعتبر أحد التزامات عالم الحيوان،
الكثير من العلماء يظهرون ويضعون تصنيفات جديدة، فالعالم إذا أتى مكتشفا كائنا جديدا وأعتقد أنه لم يكن هناك علم به يقوم بالبحث في أصناف ومجموعات الحيوانات، فإما أن يجد الحيوان مدرجات أساسا أو أن يضع الحيوان تحت صنف جديد أو أن يعيد التصنيف كاملا ويجد مكانا لما اكتشفه، أو قد يبحث العالم عن كل أنواع التصنيف ثم يأتي بأسلوب أذكى وأدق واضعا نوعا جديدا من التصنيف.

## تفرع التصنيف
مراتب التصنيف المعروفة هي المملكة والشعبة و الصف والرتبة و الفصيلة والجنس و النوع ولكن هناك مراتب فرعية إضافية أدنى أو أعلى من هذه المراتب، يحدث هذا في حالة وجود ما هو أدنى من مرتبة رئيسية وأعلى من المرتبة التي تليها، وتتم التسمية باستخدام عبارة (فوق) أو (تحت)
مثال:
فوق صف
تحت صف

## تصنيف أرسطو الشهير ونهايته
حاول أرسطو تصنيف الحيوانات ثلاث مرات على اساس التشابهات في بنيتها.
المحاولة الأولى:صنف الحيوانات إلى:
١.مجموعة حمراء الدم.
٢.مجموعة غير حمراء الدم.
المحاولة الثانية:
١.حيوانات تضع بيضا.
٢.حيوانات تضع مواليدا.
المحاولة الثالثة:
١.حيوانات مائية.
٢.حيوانات أرضية.
٣.حيوانات هوائية قادرة على الطيران.
و لقد ظل تصنيف ارسطو سائدا لوقت طويل ولكن نظرا لأنه تصنيف نظري متواضع لم يصمد أمام تصنيف جون رأي المعتمد بشكل علمي على التشابه والإختلاف في الصفات الخارجية التي يطلق عليها صفات مورفولوجية

## تواريخ
١٥٩٨ : أول تشريح شامل لحيوان،
١٧٣٥ : اقترح كارلوس لينيوس نظامه لتصنيف الكائنات الحية،
١٧٥٨ : قام كارلوس لينيوس بخطوة مهمة ونقل الحيتان من تصنيف الأسماك إلى الثدييات،
١٩٠٥ : نشر القانون الدولي الذي يوضح كيفية التسمية الثنائية،
١٩٦٩ : تم إقتراح نظام الممالك الخمس للتصنيف،
١٩٧٤ : تعديل نظام الممالك الخمس،
١٩٩٧ : ظهور التقسيم المبسط،

## تاريخيا

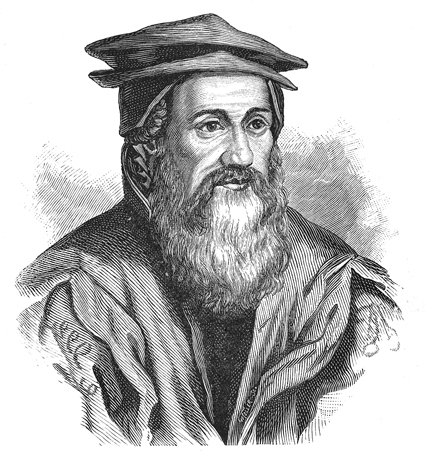
كونراد غيسنر (1516–1565).

يتتبع تاريخ علم الحيوان دراسة مملكة الحيوان من العصور القديمة إلى العصور الحديثة.  احتاج إنسان ما قبل التاريخ إلى دراسة الحيوانات والنباتات في بيئته من أجل استغلالها والبقاء على قيد الحياة.  هناك لوحات الكهوف والنقوش والمنحوتات في فرنسا التي يعود تاريخها إلى 15000 عام تظهر البيسون والخيول والغزلان بالتفاصيل المرسومة بعناية.  صور مماثلة من أجزاء أخرى من العالم أوضحت في الغالب الحيوانات التي تم اصطيادها للحصول على الطعام وكذلك الحيوانات المتوحشة.
استمرت ثورة العصر الحجري الحديث، التي تميزت بتدجين الحيوانات، على مدى العصور القديمة.  تتضح المعرفة القديمة بالحياة البرية من خلال الصور الواقعية للحيوانات البرية والداجنة في الشرق الأدنى وبلاد ما بين النهرين ومصر، بما في ذلك ممارسات وتقنيات التربية، والصيد وصيد الأسماك.  ينعكس اختراع الكتابة في علم الحيوان من خلال وجود الحيوانات في اللغة الهيروغليفية المصرية.
على الرغم من أن مفهوم علم الحيوان كحقل واحد متماسك نشأ في وقت لاحق، فإن علوم الحيوان ظهرت من التاريخ الطبيعي وصولاً إلى الأعمال البيولوجية لأرسطو وجالينوس في العالم اليوناني الروماني القديم.  نظر أرسطو في القرن الرابع قبل الميلاد إلى الحيوانات على أنها كائنات حية، ودرس بنيتها وتطورها وظواهرها الحيوية.  قسمهم إلى مجموعتين، حيوانات بها دم، مكافئ لمفهومنا عن الفقاريات، وحيوانات بلا دم (اللافقاريات).  أمضى عامين في جزيرة ليسبوس، في مراقبة ووصف الحيوانات والنباتات، مع الأخذ في الاعتبار تكيفات الكائنات الحية المختلفة ووظيفة أجزائها.  بعد أربعمائة عام، قام الطبيب الروماني جالينوس بتشريح الحيوانات لدراسة تشريحها ووظيفة الأجزاء المختلفة، لأن تشريح الجثث البشرية كان محظورًا في ذلك الوقت.  نتج عن ذلك أن بعض استنتاجاته خاطئة، ولكن لقرون عديدة كان يعتبر من الهرطقة تحدي أي من آرائه، لذا فإن دراسة علم التشريح قد أفسدت.
خلال حقبة ما بعد الكلاسيكية، كانت العلوم والطب في الشرق الأوسط هي الأكثر تقدمًا في العالم، حيث دمجت مفاهيم من اليونان القديمة وروما وبلاد ما بين النهرين وبلاد فارس بالإضافة إلى التقاليد الهندية القديمة في الأيورفيدا، مع تحقيق العديد من التطورات والابتكارات.  في القرن الثالث عشر، أنتج ألبرتوس ماغنوس تعليقات وإعادة صياغة لجميع أعمال أرسطو.  تضمنت كتبه حول موضوعات مثل علم النبات وعلم الحيوان والمعادن معلومات من المصادر القديمة، ولكن أيضًا نتائج تحقيقاته الخاصة.  كان نهجه العام حديثًا بشكل مدهش، وقد كتب، «لأن [مهمة] العلوم الطبيعية ليست مجرد قبول ما قيل لنا ولكن التحقيق في أسباب الأشياء الطبيعية.»  كان كونراد جيسنر أحد الرواد الأوائل، حيث نُشرت موسوعته الضخمة للحيوانات المكونة من 4500 صفحة، هيستوريا الحيوانية، في أربعة مجلدات بين عامي 1551 و 1558.
في أوروبا، ظل عمل جالينوس في علم التشريح غير مسبوق إلى حد كبير ودون منازع حتى القرن السادس عشر.  خلال عصر النهضة وأوائل العصر الحديث، حدث ثورة في الفكر الحيواني في أوروبا من خلال الاهتمام المتجدد بالتجربة واكتشاف العديد من الكائنات الحية الجديدة.  كان أندرياس فيزاليوس وويليام هارفي البارزين في هذه الحركة، اللذان استخدما التجريب والملاحظة الدقيقة في علم وظائف الأعضاء، وعلماء الطبيعة مثل كارل لينيوس وجان بابتيست لامارك وبوفون الذين بدأوا في تصنيف تنوع الحياة وسجل الحفريات، وكذلك  دراسة تطور وسلوك الكائنات الحية.  قام أنتوني فان ليفينهوك بعمل رائد في الفحص المجهري وكشف عن عالم الكائنات الحية الدقيقة غير المعروف سابقًا، مما وضع الأساس لنظرية الخلية.  أيد روبرت هوك ملاحظات فان ليوينهوك.  تتكون جميع الكائنات الحية من خلية واحدة أو أكثر ولا يمكن أن تولد تلقائيًا.  قدمت نظرية الخلية منظورًا جديدًا على الأساس الأساسي للحياة.
بعد أن كان في السابق مجالًا لعلماء الطبيعة السادة، على مدار القرنين الثامن عشر والتاسع عشر والعشرين، أصبح علم الحيوان تخصصًا علميًا احترافيًا بشكل متزايد.  قام علماء الطبيعة المستكشفون مثل ألكسندر فون همبولت بالتحقيق في التفاعل بين الكائنات الحية وبيئتها، والطرق التي تعتمد بها هذه العلاقة على الجغرافيا، ووضع الأسس للجغرافيا الحيوية والبيئة وعلم السلوك.  بدأ علماء الطبيعة في رفض الجوهرية والنظر في أهمية الانقراض وتغير الأنواع.
تم تجميع هذه التطورات، بالإضافة إلى نتائج علم الأجنة وعلم الحفريات، في نشر عام 1859 لنظرية التطور عن طريق الانتقاء الطبيعي لتشارلز داروين.  في هذا وضع داروين نظرية التطور العضوي على أساس جديد، من خلال شرح العمليات التي يمكن أن تحدث، وتقديم أدلة رصدية على أنها فعلت ذلك.  تم قبول نظرية داروين بسرعة من قبل المجتمع العلمي وسرعان ما أصبحت بديهية مركزية لعلم الأحياء سريع التطور.  بدأ أساس علم الوراثة الحديث مع عمل جريجور مندل على البازلاء في عام 1865 ، على الرغم من أن أهمية عمله لم تتحقق في ذلك الوقت.
أعطى داروين اتجاهًا جديدًا لعلم التشكل وعلم وظائف الأعضاء، من خلال توحيدهما في نظرية بيولوجية مشتركة: نظرية التطور العضوي.  وكانت النتيجة إعادة بناء تصنيف الحيوانات على أساس الأنساب، والتحقيق الجديد في تطور الحيوانات، والمحاولات المبكرة لتحديد علاقاتهم الجينية.  شهدت نهاية القرن التاسع عشر سقوط التكاثر التلقائي وظهور نظرية الجراثيم للمرض، على الرغم من أن آلية الوراثة ظلت لغزا.  في أوائل القرن العشرين، أدت إعادة اكتشاف عمل مندل إلى التطور السريع في علم الوراثة، وبحلول الثلاثينيات من القرن الماضي، أدى الجمع بين علم الوراثة السكانية والانتقاء الطبيعي في التوليف الحديث إلى إنشاء علم الأحياء التطوري.
يرتبط البحث في بيولوجيا الخلية بمجالات أخرى مثل علم الوراثة والكيمياء الحيوية وعلم الأحياء الدقيقة الطبية وعلم المناعة والكيمياء الخلوية.  مع تسلسل جزيء الحمض النووي بواسطة فرانسيس كريك وجيمس واتسون في عام 1953 ، انفتح عالم البيولوجيا الجزيئية، مما أدى إلى تقدم في بيولوجيا الخلية وعلم الأحياء التطوري وعلم الوراثة الجزيئي.  تم تحويل دراسة علم اللاهوت النظامي حيث أوضح تسلسل الحمض النووي درجات التقارب بين الكائنات الحية المختلفة.[بحاجة لمصدر]

## فروعه
على الرغم من أن دراسة الحياة الحيوانية قديمة، إلا أن تجسدها العلمي حديث نسبيًا.  يعكس هذا الانتقال من التاريخ الطبيعي إلى علم الأحياء في بداية القرن التاسع عشر.  منذ هنتر وكوفييه، ارتبطت الدراسة التشريحية المقارنة بالتشكيل، لتشكيل المجالات الحديثة في أبحاث علم الحيوان: علم التشريح، وعلم وظائف الأعضاء، وعلم الأنسجة، وعلم الأجنة، وعلم المسخ، وعلم السلوك.  ظهر علم الحيوان الحديث لأول مرة في الجامعات الألمانية والبريطانية.  كان توماس هنري هكسلي شخصية بارزة في بريطانيا.  تركزت أفكاره على مورفولوجيا الحيوانات.  يعتبره الكثيرون أعظم عالم تشريح مقارن في النصف الأخير من القرن التاسع عشر.  على غرار هنتر، كانت دوراته تتكون من محاضرات وفصول عملية معملية على عكس الشكل السابق للمحاضرات فقط.

## تصنيف
التصنيف العلمي في علم الحيوان، هو طريقة يقوم بها علماء الحيوان بتجميع وتصنيف الكائنات الحية حسب النوع البيولوجي، مثل الجنس أو الأنواع.  التصنيف البيولوجي هو شكل من أشكال التصنيف العلمي.  التصنيف البيولوجي الحديث له جذوره في عمل كارل لينيوس، الذي جمع الأنواع وفقًا للخصائص الفيزيائية المشتركة.  تمت مراجعة هذه المجموعات منذ ذلك الحين لتحسين الاتساق مع المبدأ الدارويني للنسب المشترك.  علم الوراثة الجزيئي، الذي يستخدم تسلسل الحمض النووي كبيانات، قد دفع بالعديد من التنقيحات الحديثة ومن المرجح أن يستمر في القيام بذلك.  التصنيف البيولوجي ينتمي إلى علم النظاميات الحيوانية.
يعتبر العديد من العلماء الآن نظام الممالك الخمس قديمًا.  تبدأ أنظمة التصنيف البديلة الحديثة عمومًا بنظام المجالات الثلاثة: Archaea (أصلاً Archaebacteria) ؛  البكتيريا (أصلاً Eubacteria) ؛  حقيقيات النوى (بما في ذلك الطلائعيات والفطريات والنباتات والحيوانات) تعكس هذه المجالات ما إذا كانت الخلايا تحتوي على نوى أم لا، بالإضافة إلى الاختلافات في التركيب الكيميائي للخلايا الخارجية.
علاوة على ذلك، يتم تقسيم كل مملكة بشكل متكرر حتى يتم تصنيف كل نوع على حدة.  الترتيب هو: المجال؛  مملكة؛  شعبة.  صف دراسي؛  ترتيب؛  أسرة؛  جنس؛  محيط.  يتم إنشاء الاسم العلمي للكائن الحي من جنسه وأنواعه.  على سبيل المثال، يتم سرد البشر على أنهم Homo sapiens.  الإنسان هو الجنس، والعاقل هو الصفة المحددة، وكلاهما مجتمعان يشكلان اسم النوع.  عند كتابة الاسم العلمي للكائن الحي، من المناسب كتابة الحرف الأول في الجنس بالأحرف الكبيرة ووضع كل العنوان المحدد بحروف صغيرة.  بالإضافة إلى ذلك، قد يكون المصطلح بأكمله مائلًا أو تحته خط.
يسمى نظام التصنيف السائد تصنيف ليني.  ويشمل الرتب والتسميات ذات الحدين.  يتم إدارة التصنيف والتصنيف والتسمية للكائنات الحيوانية من قبل المدونة الدولية لتسميات علم الحيوان.  تم نشر مسودة دمج، BioCode ، في عام 1997 في محاولة لتوحيد التسميات، ولكن لم يتم اعتمادها رسميًا بعد.

## علم الحيوان الفقاري واللافقاري
علم الحيوان الفقاري هو النظام البيولوجي الذي يتكون من دراسة الحيوانات الفقارية، أي الحيوانات ذات العمود الفقري، مثل الأسماك والبرمائيات والزواحف والطيور والثدييات.  تسعى التخصصات المختلفة ذات التوجه التصنيفي مثل علم الثدييات والأنثروبولوجيا البيولوجية وعلم الزواحف وعلم الطيور وعلم الأسماك إلى تحديد وتصنيف الأنواع ودراسة الهياكل والآليات الخاصة بهذه المجموعات.  يتم التعامل مع بقية المملكة الحيوانية من خلال علم الحيوان اللافقاري، وهي مجموعة واسعة ومتنوعة للغاية من الحيوانات التي تشمل الإسفنج، وشوكيات الجلد، والغُلطات، والديدان، والرخويات، والمفصليات والعديد من الشُعب الأخرى، ولكن لا يتم تضمين الكائنات وحيدة الخلية أو الطلائعيات عادةً  .

## علم الحيوان الهيكلي
يدرس بيولوجيا الخلية الخصائص الهيكلية والفسيولوجية للخلايا، بما في ذلك سلوكها وتفاعلاتها وبيئتها.  يتم ذلك على المستويين المجهري والجزيئي للكائنات وحيدة الخلية مثل البكتيريا وكذلك الخلايا المتخصصة في الكائنات متعددة الخلايا مثل البشر.  يعد فهم بنية الخلايا ووظائفها أمرًا أساسيًا لجميع العلوم البيولوجية.  أوجه التشابه والاختلاف بين أنواع الخلايا لها صلة خاصة بالبيولوجيا الجزيئية.
يعتبر علم التشريح أشكال الهياكل العيانية مثل الأعضاء وأنظمة الأعضاء.  يركز على كيفية عمل الأعضاء وأنظمة الأعضاء معًا في أجسام البشر والحيوانات، بالإضافة إلى كيفية عملها بشكل مستقل.  علم التشريح وبيولوجيا الخلية دراستان مرتبطتان ارتباطًا وثيقًا، ويمكن تصنيفهما تحت الدراسات «الهيكلية».  علم التشريح المقارن هو دراسة أوجه التشابه والاختلاف في تشريح المجموعات المختلفة.  يرتبط ارتباطًا وثيقًا بالبيولوجيا التطورية وعلم التطور (تطور الأنواع).

## علم وظائف الأعضاء
يدرس علم وظائف الأعضاء العمليات الميكانيكية والفيزيائية والكيميائية الحيوية للكائنات الحية من خلال محاولة فهم كيفية عمل جميع الهياكل ككل.  يعد موضوع «الهيكل الوظيفي» أساسيًا في علم الأحياء.  تم تقسيم الدراسات الفسيولوجية تقليديًا إلى فسيولوجيا النبات وعلم وظائف الأعضاء الحيواني ، ولكن بعض مبادئ علم وظائف الأعضاء عالمية ، بغض النظر عن الكائن الحي الذي تتم دراسته.  على سبيل المثال ، ما يتم تعلمه عن فسيولوجيا خلايا الخميرة يمكن أن ينطبق أيضًا على الخلايا البشرية.  يمتد مجال فسيولوجيا الحيوان أدوات وأساليب علم وظائف الأعضاء البشرية إلى الأنواع غير البشرية.  يدرس علم وظائف الأعضاء كيف ، على سبيل المثال ، الجهاز العصبي والجهاز المناعي والغدد الصماء والجهاز التنفسي والدورة الدموية ، يعمل ويتفاعل.

## عُلماء حيوان عرب ومسلمون
طابع بريدي قطري يُظهر رسمة تخيلية للجاحظ
- أبو عثمان عمرو بن بحر البصري الجاحظ (159 - 255 هجري).
- أبو عبد الله بن زكريا القزويني (605 - 682 هجري).
- كمال الدين الدميري (1344 - 1405 ميلادي).
- عبد الملك بن قريب الباهلي الأصمعي (121 - 216 هجري).

## عُلماء حيوان غربيون
- كونراد غيسنر. عالم حيواني سويسري (1516 - 1565).
- مارتشيلو ملبيغي. عالم حيواني إيطالي (1628 - 1694).
- جورج دي بوفون. عالم حيواني فرنسي (1707 - 1788).
- يوهان كريستيان دانيل فون شربر. عالم حيواني ألماني (1739 - 1810).
- جان باتيست لامارك. عالم حيواني فرنسي (1744 - 1829).
- كريستيان غوتفريد فون دانيال نيس إيزنبيك. عالم حيواني ألماني (1776 - 1858).
- كريستيان غوتفريد إهرنبرغ. عالم حيواني ألماني (1795 - 1876).
- جورج غراي. عالم حيواني بريطاني (1808 - 1872).
- تشارلز داروين. عالم حيواني بريطاني (1809 - 1882).
- إرنست هيكل. عالم حيواني ألماني (1834 - 1919).
- ألبرت إيدي بار. عالم حيواني نرويجي وأميركي (1900 - 1992).
- كونراد لورنتس. عالم حيواني نمساوي (1903 - 1989).
- هيني هديجر. عالم حيواني سويسري (1908 - 1992).